# Giunzione p-n

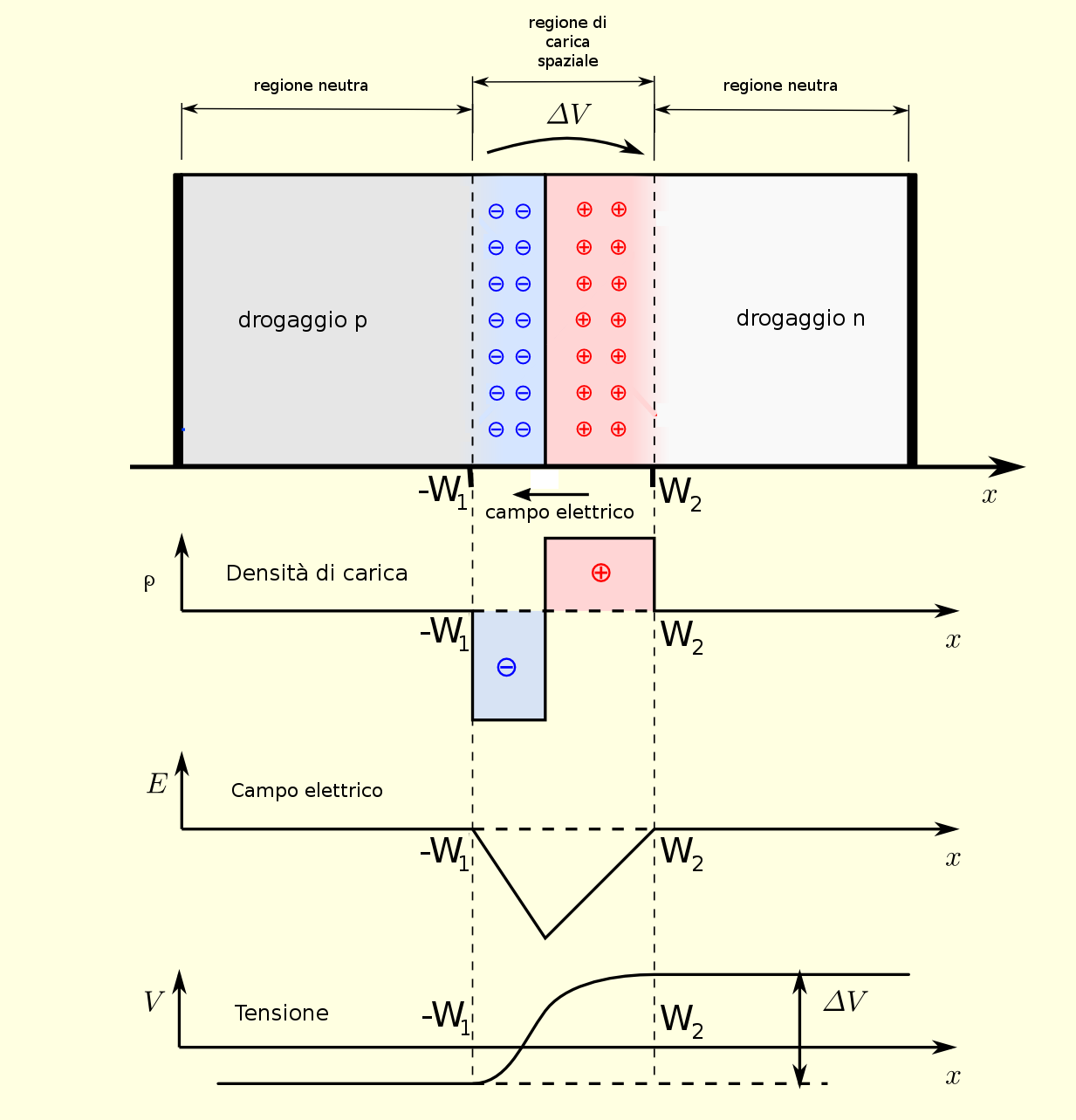
Schema di una giunzione p-n, insieme all'andamento della carica elettrica, del campo elettrico, e del potenziale elettrico lungo la giunzione.

In elettronica con il termine giunzione p-n si indica l'interfaccia che separa le parti di un semiconduttore sottoposte a drogaggio di tipo differente.
La giunzione p-n è composta di due zone: una con un eccesso di lacune (strato p) e una con eccedenza di elettroni (strato n). Le eccedenze di elettroni e lacune si ottengono mediante drogaggio, con varie tecniche. Il termine giunzione fa riferimento alla regione in cui si incontrano i due tipi di drogaggio (P e N). La regione di confine tra i blocchi di tipo P e di tipo N è detta zona/regione di carica spaziale (o di svuotamento); in questo volume i portatori, rispettivamente del lato p e del lato n, di fronte al forte gradiente dovuto al diverso tipo di drogaggio, diffondono nel semiconduttore adiacente (generando una corrente di diffusione), lasciando non compensati gli atomi ionizzati dei droganti, i quali a loro volta genereranno una differenza di potenziale, un campo elettrico e, spostando i portatori, una corrente di trascinamento che si oppone a quella di diffusione; la differenza di potenziale costante generata dagli ioni di materiale drogante è chiamata tensione built-in. La larghezza della zona di carica spaziale dipende dai drogaggi e da ciascun lato è inversamente proporzionale al drogaggio del semiconduttore.
Dato che la carica elettrica degli ioni negativi deve compensare perfettamente quella degli ioni positivi si avrà:
{\displaystyle N_{A}\cdot W_{p}=N_{D}\cdot W_{n}} dove {\displaystyle N_{A}} e {\displaystyle N_{D}} sono le concentrazioni degli atomi accettori e donatori, {\displaystyle W_{p}} e {\displaystyle W_{n}} l'estensione della regione di svuotamento rispettivamente della zona p ed n.
La giunzione p-n è alla base di dispositivi a semiconduttore quali il diodo a giunzione, il transistor, il LED e la cella solare.

## Descrizione
La giunzione p-n possiede alcune interessanti proprietà che vengono sfruttate nell'elettronica moderna. In particolare, si forma un sottile strato neutro chiamato regione di svuotamento (depletion layer) laddove un drogaggio di tipo P si accosta senza contatto ad un drogaggio di tipo N. I semiconduttori drogati (sia di tipo N che di tipo P) sono conduttori tanto migliori quanto più elevato è il drogaggio mentre la regione di svuotamento ha le proprietà di un isolante. Le giunzioni p-n sono comunemente usate come diodi: dispositivi elettronici che permettono un flusso di corrente in una direzione ma non in quella opposta. Questo risultato può essere ottenuto incrementando o riducendo l'estensione dello strato non conduttivo (la zona svuotata) grazie agli effetti della polarizzazione inversa e della polarizzazione diretta, dove il termine polarizzazione indica l'applicazione di una tensione elettrica alla giunzione p-n. La tensione esterna infatti ne influenza la dimensione, richiamando un maggiore o minore numero di portatori; a seconda della densità di portatori disponibili, e quindi del tipo di semiconduttore scelto e del tipo di drogaggio con il quale è stato prodotto, sarà possibile variare con un ulteriore grado di libertà l'estensione della regione di svuotamento.

## Polarizzazione diretta e inversa
La giunzione p-n può essere utilizzata come un diodo grazie alle sue proprietà di conduzione in regime di polarizzazione diretta e polarizzazione inversa. Un diodo a giunzione p-n permette alle cariche elettriche di scorrere in una direzione, ma non in quella opposta. Quando la giunzione p-n è polarizzata direttamente, la differenza di potenziale sulla giunzione diminuisce e questo fa sì che possa scorrere una corrente apprezzabile verso il catodo. Quando la giunzione p-n è polarizzata inversamente, invece, la barriera di potenziale alla giunzione (e quindi anche la resistenza) aumenta e la corrente inversa che può scorrere verso l'anodo è bassissima. 

### Polarizzazione diretta
Si ha polarizzazione diretta quando si collega il terminale positivo alla regione di tipo P e il terminale negativo alla regione di tipo N.
In questa configurazione, le lacune nella regione di tipo P e gli elettroni nella regione di tipo N sono spinti verso la giunzione. Questo riduce l'ampiezza della zona svuotata e la tensione positiva applicata al dispositivo si concentra quasi completamente ai capi della zona di carica spaziale abbassando la barriera di potenziale. In tale situazione si crea un apprezzabile sbilanciamento tra i flussi dei maggioritari e minoritari che attraversano in verso opposto la giunzione; la risultante è un flusso di cariche, e quindi una corrente, che varia esponenzialmente con la tensione applicata. Quando la tensione applicata eguaglia quella generata dalle cariche fisse (atomi di drogante ionizzati), i portatori sono liberi di muoversi e la caratteristica tensione-corrente è lineare, cioè il materiale si comporta da conduttore ohmico.

### Polarizzazione inversa
La polarizzazione inversa si ottiene collegando il terminale negativo alla regione di tipo P e il terminale positivo alla regione di tipo N.
Poiché la regione di tipo P è connessa al terminale negativo dell'alimentazione, le lacune nella regione di tipo P vengono spinte lontano dalla giunzione, facendo crescere l'ampiezza della zona svuotata. Lo stesso succede nella zona di tipo N, dove gli elettroni vengono spinti lontano dalla giunzione a causa dell'azione del terminale positivo dell'alimentazione.
Questo aumenta l'ampiezza della zona svuotata e la tensione negativa applicata al dispositivo si concentra quasi completamente ai capi della zona di carica spaziale alzando la barriera di potenziale. Anche qui si crea quindi uno sbilanciamento tra i flussi dei maggioritari e minoritari che attraversano in verso opposto la giunzione e anche qui la risultante è un flusso di cariche, e quindi una corrente, che varia esponenzialmente con la tensione applicata. Tuttavia il risultato è molto diverso perché l'esponenziale è negativo e quindi la corrente inversa risultante è molto piccola.

### Caratteristica ideale della giunzione p-n
Dal comportamento in polarizzazione diretta e inversa deriva la caratteristica ideale della giunzione p-n (diodo), cioè la relazione I-V: 
{\displaystyle i_{D}=I_{S}\left({e^{qV_{D} \over nkT}-1}\right)=I_{S}\left({e^{V_{D} \over nV_{T}}-1}\right)}

## Altre giunzioni
Anche il contatto tra i terminali in metallo e il materiale semiconduttore crea giunzioni particolari chiamate diodi Schottky. In una situazione ideale semplificata un diodo a semiconduttore non funzionerebbe perché sarebbe composto da vari diodi connessi in serie. In pratica, impurità di superficie presenti sulla parte di semiconduttore che tocca i terminali di metallo riducono molto la larghezza di quelle regioni svuotate a un punto tale che le giunzioni metallo/semiconduttore non sono rettificanti (funzionano come diodi sempre accesi indipendentemente dalla tensione applicata).
Di altro genere sono le eterogiunzioni, che si ottengono dal contatto tra due semiconduttori di differente natura. Un esempio sono le eterogiunzioni tra silicio e germanio, oppure quelle tra semiconduttori polimerici.